# تنیج‌ویک
تنیج‌ویک (به انگلیسی: Tingewick) یک روستا و محله مدنی در بریتانیا است که در الزبری ول واقع شده‌است. تنیج‌ویک ۱٬۰۹۳ نفر جمعیت دارد.